# Asafa Powell
Asafa Powell (n. 23 noiembrie 1982, Spanish Town⁠(d), Jamaica) este un fost sprinter din Jamaica, fost deținător al recordului mondial la 100 m cu timpul de 9,74 secunde. 

## Carieră
Sportivul are 1,90 m și 88 kg. Cu echipa Jamaicăi de 4x400 de metri a câștigat medalia de aur la Campionatele Mondiale din 2009 (Berlin) și 2015 (Beijing) și la Jocurile Olimpice de la Rio de Janeiro din 2016. În 2014 a fost suspendat 6 luni pentru dopaj.

## Realizări
| An   | Competiție                  | Locație                  | Loc | Eveniment | Note  |
| ---- | --------------------------- | ------------------------ | --- | --------- | ----- |
| 2003 | Campionatul Mondial         | Paris, Franța            | —   | 4 x 100 m | DS    |
| 2004 | Campionatul Mondial în sală | Budapesta, Ungaria       | 16  | 60 m      | 6,71  |
| 2004 | Jocurile Olimpice           | Atena, Grecia            | 6   | 100 m     | 9,94  |
| 2005 | Campionatul Mondial         | Helsinki, Finlanda       | 4   | 4 x 100 m | 38,28 |
| 2007 | Campionatul Mondial         | Osaka, Japonia           | 3   | 100 m     | 9,96  |
| 2007 | Campionatul Mondial         | Osaka, Japonia           | 2   | 4 x 100 m | 37,89 |
| 2008 | Jocurile Olimpice           | Beijing, China           | 5   | 100 m     | 9,95  |
| 2008 | Jocurile Olimpice           | Beijing, China           | –   | 4 x 100 m | DS    |
| 2009 | Campionatul Mondial         | Berlin, Germania         | 3   | 100 m     | 9,84  |
| 2009 | Campionatul Mondial         | Berlin, Germania         | 1   | 4 x 100 m | 37,31 |
| 2012 | Jocurile Olimpice           | Londra, Marea Britanie   | 7   | 100 m     | 11,99 |
| 2015 | Campionatul Mondial         | Beijing, China           | 7   | 100 m     | 10,00 |
| 2015 | Campionatul Mondial         | Beijing, China           | 1   | 4 x 100 m | 37,36 |
| 2016 | Campionatul Mondial în sală | Portland, Statele Unite  | 2   | 60 m      | 6,50  |
| 2016 | Jocurile Olimpice           | Rio de Janeiro, Brazilia | 1   | 4 × 100 m | 37,27 |